# میدو
میدو (به لاتین: Midu County) یک شهرستان در جمهوری خلق چین است که در Dali Bai Autonomous Prefecture واقع شده‌است.

## خصوصیات
میدو ۱٬۵۷۱ کیلومترمربع مساحت و ۳۱۰٬۰۰۰ نفر جمعیت دارد.